# Rosemarie Fuhrmann
Rosemarie Fuhrmann, geb. Nitsch, (* 29. Januar 1936 in Staatshausen) ist eine ehemalige deutsche Leichtathletin.
Fuhrmann startete für die Post-SG Mannheim. Sie wurde 1957 bei den Deutschen Meisterschaften im Waldlauf Sechste und in der Mannschaftswertung Vizemeisterin (mit Hannelore Dörr und Marlene Orth). Von 1958 bis 1960 erreichte sie über 400 Meter den Endlauf und erzielte als bestes Ergebnis Platz vier. 1961 wurde Fuhrmann Vizemeisterin im Waldlauf und Dritte im 800-Meter-Lauf. Im Jahr darauf wurde sie über 800 Meter in der Halle Vizemeisterin und im Freien wiederum Dritte. 1963 konnte sie in der Halle erneut Platz zwei belegen. Ein Jahr später wurde sie im Waldlauf Dritte in der Mannschaftswertung (mit Sigrid König und Fleckenstein). 1969 konnte sie in Hannover mit der 3-mal-800-Meter-Staffel der Post-SG Mannheim (Sigrid Rosenberger, Rosemarie Fuhrmann, Anita Rottmüller) in 6:41,4 min die Deutsche Meisterschaft gewinnen. Im selben Jahr gewannen die drei Mannheimerinnen in Plattling den Titel in der Mannschaftswertung im Waldlauf.
Über 400 Meter stellte Fuhrmann ihre persönliche Bestzeit 1962 mit 57,9 s auf, ihre Bestzeit über 800 Meter stammt aus dem Jahr 1961 mit 2:11,1 min.